# Утба ибн Газван
Утба ибн Газван аль-Мазини (араб. عُتبة بن غَزْوان المازني‎; ок. 581, Аравия — 639) — арабский государственный и военный деятель, сподвижник пророка Мухаммеда. Седьмой человек в истории, обратившийся в ислам. Принимал участие в хиджре в Эфиопию, а затем находился рядом с пророком во время его переселения в Медину. Во время войн с курайшитами принимал участие в Битве при Бадре, Битве при Ухуде и Битве у рва. После смерти Мухаммеда третий праведный халиф Усман ибн Аффан назначил Утбу командующим одного из отрядов на персидском фронте, где он, вероятно, основал город Басра, и стал его первым наместником.
Во время халифата Умара (годы правления 634—644) Утба командовал 2000 человек в кампании против Убуллы, которая длилась с июня по сентябрь 635 года. После того, как Убалла была оккупирована, Утба послал силы через реку Тигр, которая заняла район Фурат, Багдад. Вскоре халиф назначил его наместником Басры. В 639 году Утба отправился в Хиджаз, чтобы совершить хадж и попросить Умара освободить его от должности. Умар отказался, но, возвращаясь в Басру, Утба упал с верблюда и умер. Его сменил аль-Мугира ибн Шуба.

## Происхождение и сподвижник Мухаммеда
Утба родился около 581 года, сын Газвана ибн аль-Харита ибн Джабира. Он принадлежал к Бану Мазину, небольшому клану из ветви Мансур ибн Икрима племени Кайс в Хиджазе (западная Аравия). Утба был конфедератом клана Бану Науфаль курайшитского племени Мекки. Он рано принял ислам и стал сподвижником исламского пророка Мухаммеда. Известно, что он был седьмым человеком, принявшим ислам, и он участвовал в двух мусульманских эмиграциях из Мекки в Абиссинию, а также играл боевые роли в битве при Бадре и нескольких рейдах, возглавляемых или приказываемых Мухаммедом. Утба был женат на дочери аль-Хариса ибн Калады из Бану Такифа; согласно Аль-Балазури, её звали Азда, в то время как, согласно Аль-Мадаини, её звали Сафийя.

## Завоевание Ирака
Во время халифата Абу Бакра (годы правления 632—634) мусульмане во главе с Халидом ибн аль-Валидом, возможно, начали свои первые походы против сасанидских персов в нижней Месопотамии (Ирак), но эти их завоевания были недолгими или ограниченными. Преемник Абу Бакра Умар (годы правления 634—644) отправил Утбу на этот фронт из столицы в Медине, что ознаменовало начало окончательного завоевания Ирака. Его силы были относительно небольшими, от 300 до 2000 человек, согласно средневековым арабским источникам. В его рядах доминировали члены Бану Такиф, с которыми Утба имел супружеские связи, и частично состоял из кочевых арабских племен, которые присоединились к армии Утбы, когда она была в движении.
Утба начал наступление на город Убулла и его 500-сильный гарнизон персидской кавалерии. Он разбил лагерь в соседней деревне под названием Хурайба, затем победил защитников Убуллы и занял и разграбил город. Он назначил одного из своих лейтенантов, своего шурина Нафи ибн аль-Хариса ибн Каладу, охранять город, который он использовал в качестве базы для операций против других сасанидских позиций в этом районе. После этого он и/или его подполковники Аль-Мугира ибн Шуба и Муджаши ибн Масуд ас-Сулами захватили города аль-Фурат и Майсан, а также районы Абазкубадх и Даст-Майсан, расположенные вдоль нижних берегов реки Тигр.